# Смайлс, Сэмюэл
Сэмюэл Смайлс (англ. Samuel Smiles, 23 декабря 1812, Хаддингтон — 16 апреля 1904, Кенсингтон, Лондон) — шотландский писатель и реформатор. Автор книг нравственно-философского характера, изобилующих фактами из биографий великих людей.

## Биография
Родился в Хаддингтоне, Восточный Лотиан (Шотландия) в семье Сэмюэля Смайлса Хаддингтона и Джанет Вилсон Далкеиз. Самюэль был одним из одиннадцати детей, который выжил. Оставил школу в возрасте 14 лет и был отдан в учение доктору, благодаря чему в конечном счете Смайлс смог позднее изучить медицину в университет Эдинбурга. Его отец умер во время эпидемии холеры в 1832 году, но Сэмюэль продолжил обучение, получив поддержку матери, которая продолжала управлять семейным магазином, твердо веря, что «Бог обеспечит». Её пример работать непрерывно, чтобы содержать себя и девять младших братьев, оказал сильное влияние на его будущую жизнь. Ещё во время обучения и после получения высшего образования, он выступал за реформы парламентаризма, печатаясь в «Эдинбургской Еженедельной Хронике» и «Leeds Times».

## Карьера
В 1838 году Смайлса приглашают работать редактором в «Leeds Times». На этой должности он оставался вплоть до 1845 года. Как редактор «Leeds Times» Смайлс защищал радикальное направление парламентских реформ: от женского избирательного права до свободной торговли. В мае 1840 года Смайлс становится секретарём Лидской парламентской ассоциации реформ, организации, которая придерживалась шести целей Чартизма: универсальное избирательное право для всех мужчин по возрасту 21; избирательные округи равного размера; тайное голосование; плата за членство в парламенте; ежегодное переизбрание парламента.
В 1845 году Сэмюэль Смайлс покинул «Leeds Times» и стал секретарем Лидской и Сирской дороги и затем, девять лет спустя, Юго-Восточной Железной дороги. В 1850-х он, кажется, полностью разочаровался в парламентской реформе и других структурных изменениях как средстве социального прогресса. В 1866 году Смайлс становится президентом Национального предусмотрительного учреждения. В 1871 году у него случился удар. Во время выздоровления Смайлсу пришлось учиться читать и писать заново.
Умер в Кенсингтоне (Лондон) 16 апреля 1904 года на 92-м году жизни. Похоронен на Бромптонском кладбище в Лондоне.

## Труды и наследие
Книги Сэмуэля Смайлса, «Помощь себе», «Бережливость», «Жизнь и труд» и др., достаточно просто и ясно обозначают нравственные идеалы, к которым следует стремиться каждому человеку. Его произведения были популярны в России до революции. Главная книга Смайлса «Self-help» («Помощь себе», «Самопомощь», в русском переводе — «Самодеятельность») издавалась с 1866 до 1903 года десять раз.
Цитаты из книг самоусовершенствования Смайлса оказали влияние на представителей движения «Новое мышление» (New Thought) в конце 19-го столетия Америки и Англии, и, в частности на Орисона Светта Мардена, говорившего, что его раннее желание состояло в том, чтобы стать «Сэмюэлем Смайлсом Америки». Ценили книги Смайлса известный либеральный политик и депутат парламента Артур Робак, а также англиканский епископ Рипона и Лидса Уильям Бойд Карпентер.
Сегодня Сэмюэль Смайлс больше известен как автор книг, расхваливающих достоинства самопомощи, и биографий, в которых говорится о достижениях «героических» инженеров.